# Phyu Phyu Thin
Phyu Phyu Thin (en birmà, ဖြူဖြူသင်း; AFI: [pʰjù pʰjù θɪ̀ɴ]; 23 de desembre de 1971) és una política birmana, activista contra el VIH/sida. És diputada de la Cambra de Representants de Myanmar.

## Empresonament polític
El 21 de maig de 2007 Phyu Phyu Thin va ser detinguda per la policia a Yangon per organitzar una pregària que demanava l'alliberament d'Aung San Suu Kyi. Mai es va publicar quin delicte havia comès. Va ser empresonada durant més d'un mes, i va ser alliberada el 2 de juliol del 2007.
Com a activista, Phyu Phyu Thin ha estat crítica amb el Consell Estatal per la Pau i el Desenvolupament, que segons ella subestimava el nombre de casos de VIH i sida a Myanmar. Phyu Phyu Thin opera una clínica de Yangon que proporciona tractament, medicina i assessorament a pacients de VIH i sida. El Departament d'Estat dels Estats Units també va demanar el seu alliberament.
Mentre estava detinguda, Phyu Phyu Thin van dur a terme una vaga de fam i va només beure líquids durant aproximadament una setmana. La seva família, que no sabia on estava detinguda, va dir que denunciaria una desaparició a la policia.
Phyu Phyu Thin prèviament havia estat detinguda prèviament el 2000, després que ella i altres partidaris de Suu Kyi s'encaressin amb la policia en una manifestació a favor de Suu Kyi. Va estar empresonada durant un temps a la presó d'Insein.

## Reconeixement internacional
El 2007 l'ONG People in Need va atorgar el premi Homo Homini a Phyu Phyu Thin, juntament amb les altres presoneres Su Su Nway i Nilar Thein.

## Carrera política
Phyu Phyu Thin va ser escollida diputada de la Cambra de Representants de Myanmar per la circumscripció de Mingala Taungnyunt en les eleccions parcials de 2012 i a les eleccions generals de 2015.